# Árskógssandur
Árskógssandur is een vissersplaatsje in het noorden van IJsland in de regio Norðurland eystra. Árskógssandur ligt aan het Eyjafjörður fjord en heeft ongeveer 130 inwoners. Vanuit Árskógssandur vertrekt de veerboot naar het eiland Hrísey.

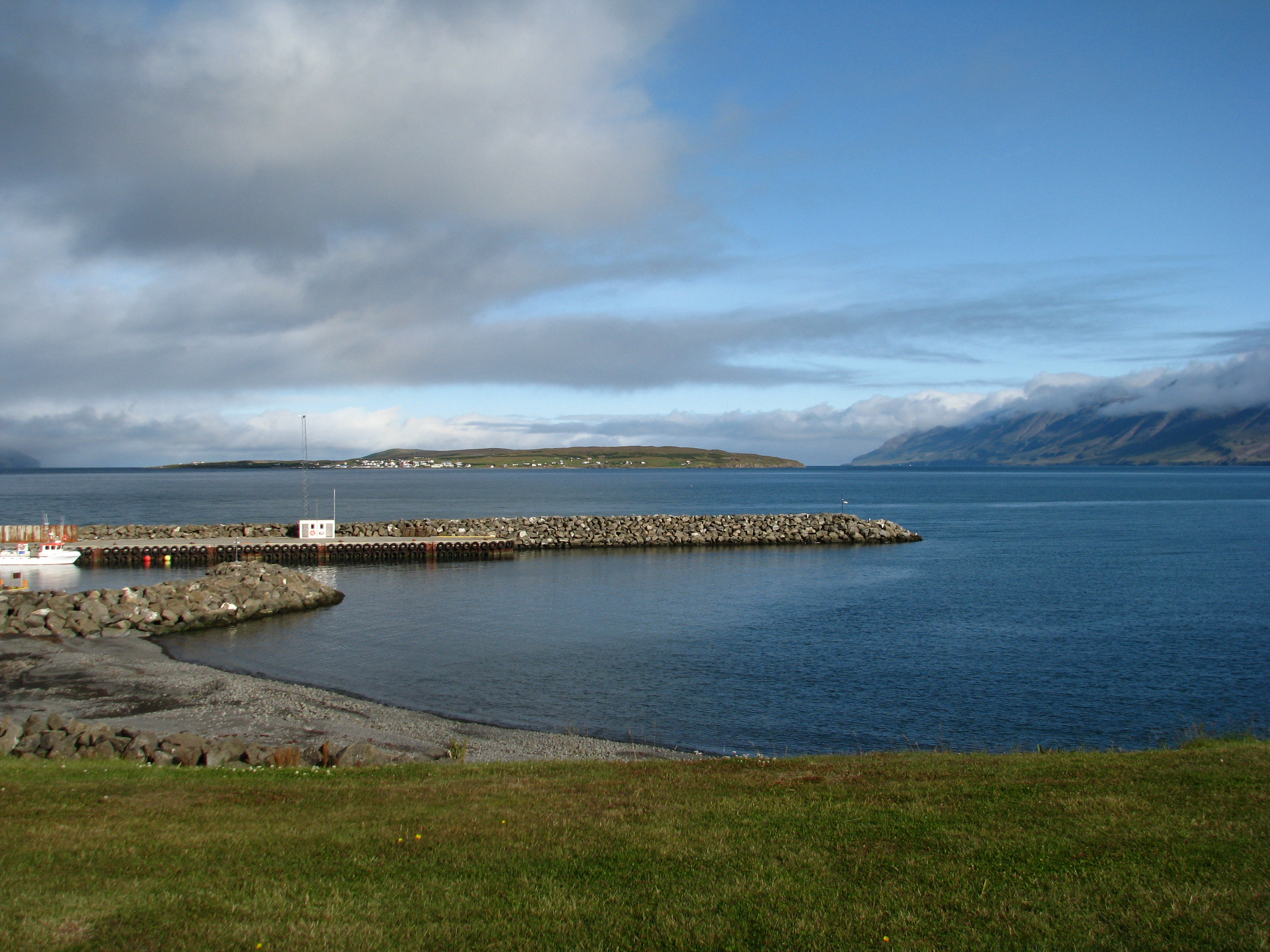
Haventje van Árskógssandur met Hrísey op de achtergrond.